# Rhyssemus fairmairei
Rhyssemus fairmairei är en skalbaggsart som beskrevs av Clouet 1901. Rhyssemus fairmairei ingår i släktet Rhyssemus och familjen Aphodiidae. Inga underarter finns listade i Catalogue of Life.